# Сексуальна комедія в літню ніч
«Сексуальна комедія в літню ніч» (англ. A Midsummer Night's Sex Comedy) — кінофільм режисера Вуді Аллена, який вийшов на екрани в 1982 році.

## Зміст
Алленовская варіація на тему фільму Інгмара Бергмана «Усмішки літньої ночі». У заміському будиночку недалеко від чарівного лісу виявляються разом шість чоловік: донжуанства лікар зі своєю черговою подругою, літній професор з молоденькою нареченою і подружня пара, чиє сексуальне життя зайшло в глухий кут. І всіх їх п'янить літня ніч з її прохолодою.

## Ролі
| Актор            | Роль     |
| ---------------- | -------- |
| Вуді Аллен       | Ендрю    |
| Міа Ферроу       | Аріель   |
| Хосе Феррер      | Леопольд |
| Джулі Гаґерті    | Далсі    |
| Тоні Робертс     | Максвелл |
| Мері Стінберген  | Едріан   |
| Адам Редфілд     | -        |
| Мойше Розенфельд | -        |
| Тімоті Дженкінс  | -        |
| Майкл Гіггінс    | -        |

## Знімальна група
- Режисер — Вуді Аллен
- Сценарист — Вуді Аллен
- Продюсер — Роберт Ґрінгат, Чарльз Г. Джофф, Майкл Пейсер